# Elsbeth
Elsbeth es una serie de televisión de drama policíaco estadounidense que se estrenó el 29 de febrero de 2024 a través de CBS. Es una serie derivada de The Good Wife y The Good Fight, que se emitieron respectivamente de 2009 a 2016 y de 2017 a 2022, de las que Carrie Preston originó el papel de Elsbeth Tascioni, una abogada «poco convencional» que acaba trabajando como detective de facto. En abril de 2024, la serie fue renovada para una segunda temporada que se estrenó el 17 de octubre de 2024. En febrero de 2025, la serie fue renovada para una tercera temporada.

## Premisa
Elsbeth Tascioni es una abogada astuta pero poco convencional que, tras su exitosa carrera en Chicago, utiliza su singular punto de vista para hacer observaciones únicas y acorralar a criminales brillantes junto a la policía de Nueva York.

## Reparto

### Principales
- Carrie Preston como Elsbeth Tascioni
- Carra Patterson como Kaya Blanke (temporadas 1-2; invitada temporada 3)
- Wendell Pierce como C.W. Wagner

### Recurrentes
- Danny McCarthy como el agente Fred Celetano (temporada 1)
- Fredric Lehne como el Teniente Dave Noonan (temporada 1)
- Gloria Reuben como Claudia Payne, esposa de C. W. Wagner[8]
- Danny Mastrogiorgio como Detective Bobby Smullen
- Molly Price como la Detective Donnelly
- Micaela Diamond como la Detective Edwards
- Ajay Naidu como Martin Wali (temporada 1)
- Daniel K. Isaac como el Teniente Steve Connor (temporada 2)
- Christian Borle como Carter Schmidt (temporada 2)
- Michael Emerson como el juez Milton Crawford (temporada 2)[9]
- Sullivan Jones como Cameron Clayden (temporada 2)[10]

### Invitados
- Stephen Moyer como Alex Modarian, un respetado profesor e instructor de teatro
- Jane Krakowski como Joann, una agente inmobiliaria de alto nivel
- Linda Lavin como Gloria, una presidenta del consejo de una cooperativa
- Jesse Tyler Ferguson como Skip Mason, el creador de Lavish Ladies, un popular programa de telerrealidad[11]
- Retta como Margo, ana casamentera
- Kelly AuCoin como Declan Armstrong
- Blair Underwood como Cliff McGrath, el padre y entrenador de una estrella del tenis en ascenso[12]
- Gina Gershon como la Dra. Vanessa Holmes, una cirujana estética[13]
- Keegan-Michael Key como Ashton Hayes, el director general de una empresa financiera
- Geneva Carr como Poppy Hayes
- Elizabeth Lail como Quinn, el creador de una aplicación llamada «Cerberus»
- Arian Moayed como Joe, el dueño de un bar
- Laura Benanti como Nadine Clay, una supermodelo (temporadas 1-2)[14]
- Andre de Shields como Matteo Hart, un diseñador
- Daniel Davis como el Dr. Yablonski (temporadas 1-2)
- Nathan Lane como Phillip Cross, un antiguo abogado obsesionado por la ópera
- Rob Riggle como Neal Dorsey, un multimillonario hecho a sí mismo
- Vanessa Williams como Roslyn Bridwell, una mujer de la alta sociedad con problemas económicos
- Pamela Adlon como Genevieve Hale, una chef de temperamento fogoso
- Jack Davenport como Sam, el maître del restaurante de Genevieve
- Vanessa Bayer como DeeDee Dasher, una decoradora de Navidad que está secretamente harta de su vida
- Dan Bucatinsky como Kidder Hawe, el publicista de los Dashers
- Lynn Favin como Holly, la asistente de Kidder Hawe

## Episodios
| Temporada | Temporada | Episodios | Episodios | Emisión original      | Emisión original   |
| Temporada | Temporada | Episodios | Episodios | Primera emisión       | Última emisión     |
| --------- | --------- | --------- | --------- | --------------------- | ------------------ |
|           | 1         | 10        | 10        | 29 de febrero de 2024 | 23 de mayo de 2024 |
|           | 2         | 20        | 20        | 17 de octubre de 2024 | 8 de mayo de 2025  |

### Primera temporada (2024)
| N.º en serie | N.º en temp. | Título                         | Dirigido por          | Escrito por                           | Fecha de emisión original | Audiencia (millones) |
| ------------ | ------------ | ------------------------------ | --------------------- | ------------------------------------- | ------------------------- | -------------------- |
| 1            | 1            | «Pilot»                        | Robert King           | Robert King y Michelle King           | 29 de febrero de 2024     | 4.59                 |
| 2            | 2            | «A Classic New York Character» | Robert King           | Bryan Goluboff                        | 4 de abril de 2024        | 5.43                 |
| 3            | 3            | «Reality Shock»                | Ron Underwood         | Jonathan Tolins                       | 4 de abril de 2024        | 4.60                 |
| 4            | 4            | «Love Knocked Off»             | Rosemary Rodríguez    | Erica Shelton Kodish                  | 11 de abril de 2024       | 4.35                 |
| 5            | 5            | «Ball Girl»                    | Rob Hardy             | Eric Randall                          | 18 de abril de 2024       | 4.28                 |
| 6            | 6            | «An Ear For An Ear»            | Nancy Hower           | Zoe Marshall                          | 25 de abril de 2024       | 4.28                 |
| 7            | 7            | «Something Blue»               | Yap Fong-Yee          | Erica Larson                          | 2 de mayo de 2024         | 4.23                 |
| 8            | 8            | «Artificial Genius»            | Tyne Rafaeli          | Leah Nanako Winkler                   | 9 de mayo de 2024         | 4.20                 |
| 9            | 9            | «Sweet Justice»                | Kevin Rodney Sullivan | Bryan Golubuff y Erica Shelton Kodish | 16 de mayo de 2024        | 4.26                 |
| 10           | 10           | «A Fitting Finale»             | Rosemary Rodriguez    | Johnathan Tolins                      | 23 de mayo de 2024        | 4.90                 |

### Segunda temporada (2024–25)
| N.º en serie | N.º en temp. | Título                                         | Dirigido por       | Escrito por                          | Fecha de emisión original | Audiencia (millones) |
| ------------ | ------------ | ---------------------------------------------- | ------------------ | ------------------------------------ | ------------------------- | -------------------- |
| 11           | 1            | «Subscription to Murder»                       | Nancy Hower        | Jonathan Tolins                      | 17 de octubre de 2024     | 4.76                 |
| 12           | 2            | «The Wrong Stuff»                              | Aisha Tyler        | Erica Shelton Kodish                 | 24 de octubre de 2024     | 4.45                 |
| 13           | 3            | «Devil's Night»                                | Robin Givens       | Bryan Goluboff                       | 31 de octubre de 2024     | 4.84                 |
| 14           | 4            | «Elsbeth's Eleven»                             | Mary Lou Belli     | Zoe Marshall                         | 7 de noviembre de 2024    | 4.25                 |
| 15           | 5            | «Elsbeth Flips the Bird»                       | Ron Underwood      | Sarah Beckett                        | 14 de noviembre de 2024   | 4.30                 |
| 16           | 6            | «Gold, Frankincense, and Murder»               | Rachel Raimist     | Erica Larson                         | 5 de diciembre de 2024    | 4.40                 |
| 17           | 7            | «One Angry Woman»                              | Lionel Coleman     | Eric Randall                         | 12 de diciembre de 2024   | 4.59                 |
| 18           | 8            | «Toil and Trouble»                             | Darren Grant       | Matthew K. Begbie                    | 19 de diciembre de 2024   | 3.48                 |
| 19           | 9            | «Unalive and Well»                             | Nancy Hower        | Leah Nanako Winkler                  | 30 de enero de 2025       | 4.31                 |
| 20           | 10           | «Finance Bros»                                 | Nick Gomez         | Anju Andre-Bergmann y Eric Randall   | 6 de febrero de 2025      | 4.80                 |
| 21           | 11           | «Tiny Town»                                    | Robert King        | Zoe Marshall                         | 13 de febrero de 2025     | 4.62                 |
| 22           | 12           | «Foiled Again»                                 | Sam Hoffman        | Jonathan Tolins                      | 20 de febrero de 2025     | 4.60                 |
| 23           | 13           | «Tearjerker»                                   | Peter Sollett      | Leah Nanako Winkler                  | 27 de febrero de 2025     | 4.82                 |
| 24           | 14           | «Scenes From an Italian Restaurant»            | Robin Givens       | Bryan Goluboff                       | 6 de marzo de 2025        | 4.78                 |
| 25           | 15           | «I See... Murder»                              | Rob Hardy          | Sarah Beckett y Wade Dooley          | 13 de marzo de 2025       | 4.74                 |
| 26           | 16           | «Hot Tub Crime Machine»                        | James Whitmore Jr. | Erica Larson y Jonelle Lightbourne   | 3 de abril de 2025        | 4.49                 |
| 27           | 17           | «Four Body Problem»                            | Bille Woodruff     | Erica Shelton Kodish y Sarah Beckett | 10 de abril de 2025       | 4.54                 |
| 28           | 18           | «I Know What You Did Thirty-Three Summers Ago» | Joe Menéndez       | Matthew K. Begbie y Eric Randall     | 24 de abril de 2025       | 4.97                 |
| 29           | 19           | «I've Got a Little List»                       | Lily Mariye        | Erica Shelton Kodish                 | 1 de mayo de 2025         | 4.60                 |
| 30           | 20           | «Ramen Holiday»                                | Lionel Coleman     | Jonathan Tolins                      | 8 de mayo de 2025         | 4.69                 |

## Producción

### Desarrollo
El 31 de enero de 2023, se anunció que CBS había ordenado la producción de un piloto. El 9 de mayo de 2023, se le dio una orden directa a la serie, con CBS Studios como productora. Poco después del estreno, los creadores Robert y Michelle King declararon que, aunque el personaje de Elsbeth Tascioni se originó en The Good Wife, no consideran Elsbeth una serie derivada, sino una «serie aparte» inspirado en Columbo que resulta que utiliza un «personaje de [su] timón». El 18 de abril de 2024, CBS renovó la serie para una segunda temporada. El 20 de febrero de 2025, CBS renovó la serie para una tercera temporada.

### Selección de reparto
Carrie Preston retoma su papel de Elsbeth Tascioni. El 3 de marzo de 2023, Wendell Pierce y Carra Patterson se unieron a la serie. Los Kings han indicado que, aunque evitaron reciclar actores para diferentes personajes en The Good Wife y The Good Fight, Elsbeth no se ceñiría estrictamente al universo compartido de la serie Good, y por tanto algunas estrellas invitadas de las series anteriores, como Linda Lavin, aparecerían como personajes diferentes en Elsbeth. El 1 de mayo de 2025, se informó de que Patterson abandonaba la serie como personaje principal, pero que regresaría como estrella invitada para la tercera temporada.

### Rodaje
Después de que la serie recibiera luz verde, el resto de la primera temporada comenzó a rodarse en enero de 2024 y finalizó a finales de abril de ese mismo año. La primera temporada de la serie se rodó en Nueva York y consta de 10 episodios.
Durante una conversación con la prensa y un público abierto para promocionar el estreno en España de la primera temporada, Preston anunció que la segunda temporada tendrá 20 episodios. El rodaje de la segunda temporada comenzó el 23 de julio de 2024.

## Emisión y lanzamiento
Elsbeth se estrenó el 29 de febrero de 2024 a través de CBS en Estados Unidos. La segunda temporada se estrenó el 17 de octubre de 2024.

## Recepción

### Respuesta crítica
En el sitio web de agregador de reseñas Rotten Tomatoes la serie tiene un índice de aprobación del 91%, basándose en 34 reseñas, con una calificación promedio de 6.9/10. El consenso crítico dice: «El destacado personaje de Carrie Preston en The Good Wife se convierte en una gran detective en esta simpática e inteligente serie derivada». En Metacritic, tiene una puntuación media ponderada de 69 sobre 100 basada en 17 críticas, lo que indica reseñas «generalmente favorables».

### Audiencia
| Temporada | Horario (ET)                                        | Episodios | Primera emisión       | Primera emisión      | Última emisión     | Última emisión       | Prom. de espectadores (millones) |
| Temporada | Horario (ET)                                        | Episodios | Fecha                 | Audiencia (millones) | Fecha              | Audiencia (millones) | Prom. de espectadores (millones) |
| --------- | --------------------------------------------------- | --------- | --------------------- | -------------------- | ------------------ | -------------------- | -------------------------------- |
| 1         | jueves 10:00 p. m.                                  | 10        | 29 de febrero de 2024 | 4.59                 | 23 de mayo de 2024 | 4.90                 | 7.45                             |
| 2         | jueves 10:00 p. m. (1–17) jueves 9:00 p. m. (18–20) | 20        | 17 de octubre de 2024 | 4.76                 | 8 de mayo de 2025  | 4.69                 | —                                |